# Hoạt hình Liên Xô
Hoạt hình Liên Xô (tiếng Nga: Советский анимации) là ngành công nghiệp hoạt hình tồn tại và phát triển trong thời kỳ Liên bang Soviet. Dưới sự bảo trợ vô hạn của Nhà nước, ngành đã có những thành tựu vô cùng phong phú và đồ sộ, có nhiều đóng góp lớn cho sự phát triển của hoạt hình thế giới.

## Lịch sử

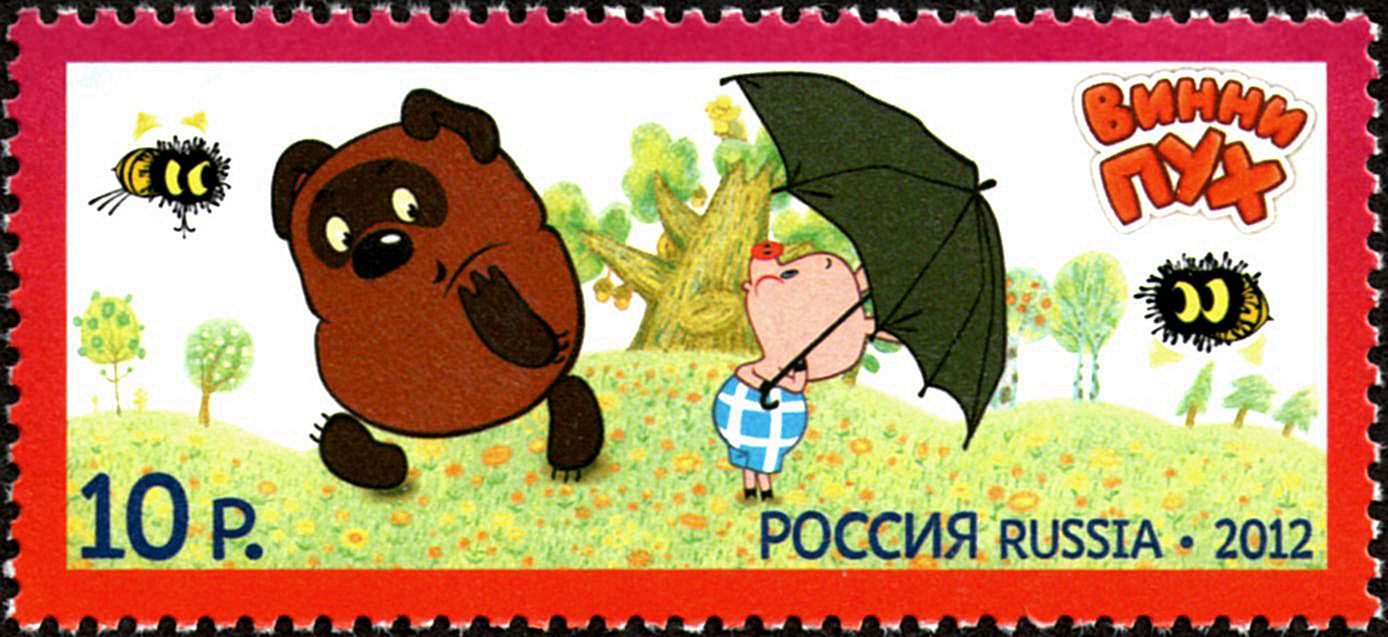
Tem kỷ niệm Winnie-the-Pooh năm 2012.

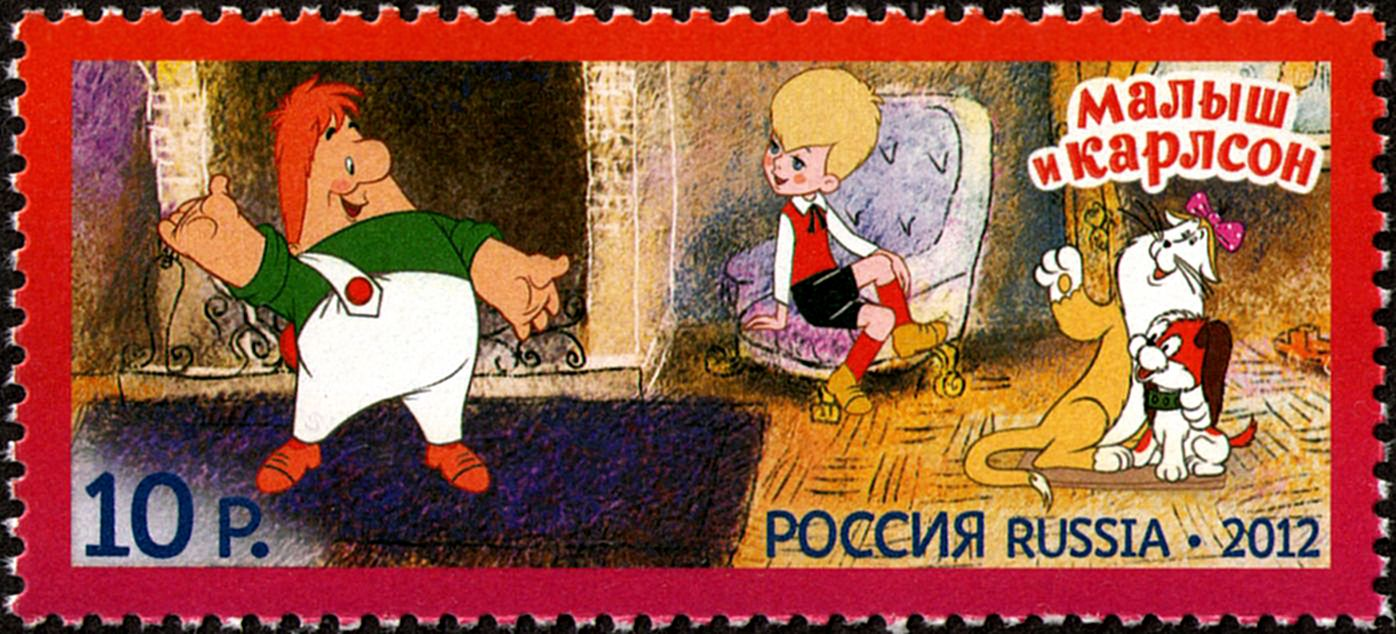
Tem kỷ niệm Karlsson năm 2012.

### Hãng phim
- Soyuzmultfilm[1]
- Ekran
- Kievnauchfilm
- Pilot-film[2]
- Lennauchfilm

Ngoài các hãng chính, còn có sự đóng góp của một số hãng phim không chuyên về lĩnh vực hoạt hình:
- Belarusfilm
- Armenfilm
- Uzbekfilm